# Westcoastjazz
Westcoastjazz is een jazzstijl die zich rond Los Angeles en San Francisco ontwikkelde tijdens de jaren 1950. Westcoastjazz wordt vaak gezien als een subgenre van cooljazz, dat zich onderscheidde van bebop en hardbop door een minder hectische, kalmere stijl. De muziek helde over naar sterk gearrangeerd en was vaak meer compositie-gebaseerd. Hoewel deze stijl toonaangevend was voor een tijd, was het niet de enige jazzstijl die werd gespeeld aan de West Coast, die veel meer variatie vertoonde dan een naam kan weergeven.

## Geschiedenis

### Achtergrond
Voor de Tweede Wereldoorlog was de Westkust van de Verenigde Staten een thuis voor een levendige muziekscene die echter sterk lokaal bleef.
In 1917 verhuisde Jelly Roll Morton naar Californië waar hij in Los Angeles bleef tot hij in 1922 naar Chicago trok. In 1919 richtte Kid Ory een band op in Los Angeles nadat hij verhuisd was naar Californie.
In 1944 organiseerde Norman Granz Jazz at the Philharmonic (JATP), een serie jazzconcerten, tours en opnames in Hazard's Pavilion in Los Angeles. In 1946 vestigde Ross Russell Dial Records in Hollywood om opnames te maken van Charlie Parker tijdens zijn verblijf in Los Angeles. Ondertussen verscheen er een bloeiende jazzscene aan Los Angeles' Central Avenue, met muzikanten als Dexter Gordon, Wardell Gray, Teddy Edwards, Charles Mingus, en Buddy Collette. De activiteiten aan Central Avenue rivaliseerden met de oudere Kansas City jazzscene, maar in die tijd waren de activiteiten aan Central Avenue weinig bekend buiten Los Angeles.
In 1947 richtte Woody Herman in Los Angeles een nieuwe band op, The Second Herd. In deze band werkten de tenorsaxofonisten Stan Getz, Zoot Sims en Herbie Steward, en baritonsaxofonist  Serge Chaloff. De resulterende Four Brothers-sound (genoemd naar de gelijknamige compositie van Jimmy Giuffre) was een voorloper van Cooljazz.

### Ontwikkeling
In 1949 en 1950 nam baritonsaxofonist Gerry Mulligan deel aan het Miles Davis Nonet. Daar droeg hij bij aan arrangementen voor de opnames die later werden samengesteld als Birth of the Cool (1957). Mulligan, die weer in Californië was gaan wonen, vormde in 1952 een vernieuwend en succesvol pianoloos kwartet met trompettist Chet Baker, drummer Chico Hamilton en bassist Bob Whitlock. Later zou Mulligan een decet vormen, gebaseerd op het Birth of the Cool nonet.
In 1951 ontbond Stan Kenton zijn Innovations Orchestra in Los Angeles. Veel van de muzikanten, waarvan sommigen hadden gespeeld in Woody Hermans band, kozen ervoor in Californië te blijven. Trompettist Shorty Rogers en drummer Shelly Manne waren centrale figuren onder deze groep muzikanten. Veel van deze activiteiten vonden plaats rondom het Hermosa Beach Lighthouse Cafe, waar bassist Howard Rumsey een huisband leidde, de Lighthouse All-Stars.
Shelly Manne opperde dat de ontspannen levensstijl van de muzikanten in Californie een ongedwongen, ontspannen benadering van jazz weerspiegelde. Bob Rusch stemt daar mee in:
De westcoastsound had misschien niet het plechtige dat de East Coast had, maar het ging hier per slot van rekening om Californiërs, genietend van de zon, het surfen en de mate van beroemdheid die zich aanbood door het studiowerk dat de amusementsindustrie met zich mee bracht. Dus ik denk, weet u, dat je bij Californië aan de zon en surfen denkt, en bij New York aan cement en zand, en de muziek weerspiegelt dat enigszins. Het ene beter dan het andere? Hangt ervan af wat je wilt.
Chico Hamilton leidde tijdens de jaren 1950 een ensemble met –ongewoon voor een jazzgroep- een cellist, Fred Katz. Tanner, Gerow en Megill vergelijken Hamiltons muziek met kamermuziek en hebben opgemerkt dat Hamiltons subtiele ritmische controle en het gebruik van verschillende drumtonen en timbres zeer geschikt was voor deze muziekstijl.
Dave Brubeck huurde in 1951 altsaxofonist Paul Desmond in, met wie hij een kwartet vormde. Desmonds manier van spelen was strijdig met bebop, aangezien hij zelden gebruikmaakte van blueselementen, en hij was meer beïnvloed door Pete Brown en Benny Carter dan door Charlie Parker.
Pacific Jazz en Contemporary waren twee van de bekendste platenlabels die westcoastjazz uitbrachten, zoals Blue Note het grootste label was voor hardbopjazz. Enkele van de belangrijkste grondleggers van de westcoastjazz waren Shorty Rogers, Gerry Mulligan, Chet Baker, Stan Getz, Bud Shank, Bob Cooper, Jimmy Giuffre, Shelly Manne, Russ Freeman, Bill Holman, André Previn, en Dave Brubeck met Paul Desmond.
Hoewel veel jazzmuzikanten uit de omgeving van Los Angeles (vooral veel voormalige leden van de Herman en Kenton bands,) vaste banen vonden bij omroepen en filmstudio's, waren de meesten van hen blank. Dat leidde ertoe dat studio's beschuldigd werden van het bewust uitsluiten van Afro-Amerikanen. Deze situatie was een bepalende factor richting het samengaan van Los Angeles’ afdelingen van de American Federation of Musicians tijdens de vroege jaren 1950. Pianist Marl Young wees erop dat in 1950, 
voor zover ik weet, er geen zwarten waren die een vaste baan hadden bij de producenten, met name niet bij de netwerken ABC, CBS en NBC. [Estelle Edson] vroeg mij of het feit dat de muzikantenvakbonden verdeeld waren, bijdroeg aan de schaarsheid van zwarten in de muziekindustrie. Wat zeker een bepalende factor geweest kan zijn, is dat al de contracten voor de dienstverbanden van muzikanten bij de omroepen en filmstudio’s werden behandeld door de toen geheel blanke vakbond, Local 47. De zwarte vakbond, Local 767, nam ‘scales’ aan waarover was onderhandeld door Local 47, slechts dan wanneer een zwarte muzikant een uitnodiging van een studio kreeg.
Marl Young, die ook een graad had behaald in Rechten, werkte met muzikanten van Local 767 (onder wie Buddy Collette, Red Callender en Benny Carter), samen met leden van Local 47 (onder wie Roger Segure) om de vakbonden te laten samengaan. Josephine Baker steunde de inspanningen om de vakbonden te laten verenigen

### California Hard
Hoewel westcoastjazz gelijk wordt gesteld aan de cooljazzstijl, overdreef een aantal van Los Angeles' muzikanten (plaatselijk bekend als Hard Swingers) de bop zodanig alsof het van Detroit of New York kwam. In latere jaren werd hun muziek bekend als California Hard. Roy Carr merkt op dat dit niet verwonderlijk is: eind jaren 1940 had de Central Avenue-scene de meeste bebopmuzikanten buiten New York. Max Roach en Clifford Brown, Shelly Manne en Curtis Counce vestigden allemaal harder klinkende bands in Los Angeles.

## Sound
Westcoastjazz wordt soms gekenmerkt door een ritmesectie die het gebruik van piano, gitaar of andere akkoordinstrumenten weglaat, om een meer open en vrijere sound te krijgen. Dit is populair geworden door de bekende opname van Gerry Mulligan The Original Quartet with Chet Baker (Blue Note, 1998). Een ander kenmerk is de toevoeging van afwijkende jazzinstrumenten, zoals de Franse hoorn en tuba. Gil Evans' klassieke arrangement van album the Birth of Cool maakt gebruik van deze instrumenten op het moment dat de West Coast in opkomst is. De sound van West Coast kan worden gezien als een reactie op de hectische en complexe bebop.

## Ontvangst
Tanner, Gerow en Megill doen in grote mate afstand van de term westcoastjazz. Omdat het vaak verwijst naar Gerry Mulligan en zijn collega's in Californië, wordt West Coast bijna synoniem aan cooljazz, hoewel Lester Young, Claude Thornhill en Miles Davis waren gevestigd in New York. Tegelijkertijd waren veel muzikanten die geassocieerd  werden met westcoastjazz veel meer betrokken bij een meer opwindende benadering van jazz. Communicatie is wat het is, het is erg onwaarschijnlijk dat elke jazzstijl uitsluitend werd aangemoedigd in een bepaald gebied.
Sommige jazzcritici keken neer op westcoastjazz, omdat de meeste muzikanten in het genre blank waren. Er waren echter een aanzienlijk aantal Afro-Amerikaanse muzikanten die speelden in deze stijl, zoals Curtis Counce, Chico Hamilton, Buddy Collette en Hampton Hawes.